# Ordem da Coroa (Bélgica)
A Ordem da Coroa (em francês:  Ordre de la Couronne, em neerlandês:  Kroonorde) é uma ordem honorífica nacional do Reino da Bélgica. A Ordem da Coroa é uma das mais altas honras conferidas pelo rei da Bélgica.

## Agraciados

### Grã-cruz da Ordem da Coroa
- Guillaume, Hereditary Grand Duke of Luxembourg
- Stéphanie, Hereditary Grand Duchess of Luxembourg
- Kiko, Princess Akishino
- Princess Benedikte of Denmark
- Queen Máxima of the Netherlands
- Mary, Crown Princess of Denmark
- Prince Joachim of Denmark
- Fumihito, Prince Akishino
- Prince Constantijn of the Netherlands
- Princess Laurentien of the Netherlands
- Princess Margriet of the Netherlands
- Princess Astrid, Mrs. Ferner
- Princess Margaret, Countess of Snowdon
- Viscount Gaston Eyskens
- Douglas MacArthur
- Chester W. Nimitz
- Johan Furstner
- Emile Wauters
- Kim Gevaert
- Tia Hellebaut
- Minister August De Boodt
- Jacques van Ypersele de Strihou
- Justine Henin
- Kim Clijsters
- Pia Kjærsgaard - 2017
- Anders Samuelsen - 2017
- Lars Løkke Rasmussen - 2017
- Pieter van Vollenhoven
- Maraden Panggabean

### Outros
- Charles Aznavour
- Lieven Bertels
- Philippe Bouvard
- Kees van Dongen
- Sholto Douglas, 1st Baron Douglas of Kirtleside
- Pascal Duquenne
- Sir Edward Elgar
- Gerard Gillen
- Howard Gutman
- Maurice Houtart
- J. G. ten Houten[2]
- Ivo van Hove
- Wojciech Jaruzelski
- Baron Victor Horta
- Viatcheslav Moshe Kantor
- Eugène Laermans
- Claude Lelouch
- Allan Lockheed[3]
- Malcolm Lockheed[3]
- Philip Mansel
- James Fitzgerald Martin[8]
- Sir Henry De Mel
- Olivier Messiaen
- Baron George Minne
- EL Minister Notis Mitarachi
- Louis Reizenstein
- Victor Rousseau
- Mark Rutte
- Kishan Singh of Bharatpur
- Geoffrey Spicer-Simson
- Steven Spielberg
- Herman Teirlinck
- Karel van de Woestijne
- Philippe Wolfers
- Makmun Murod

## Galeria

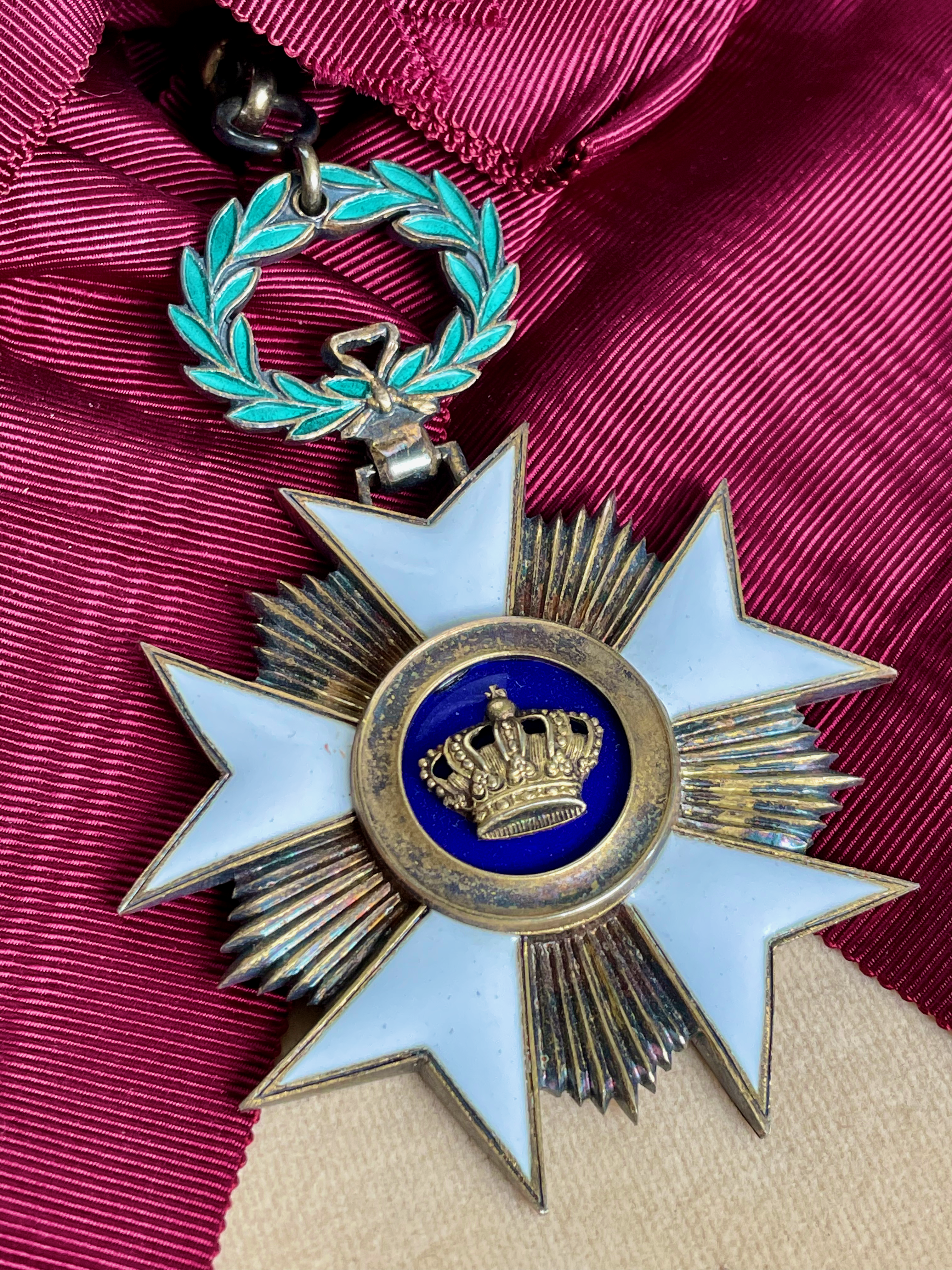
Grand Cross badge.
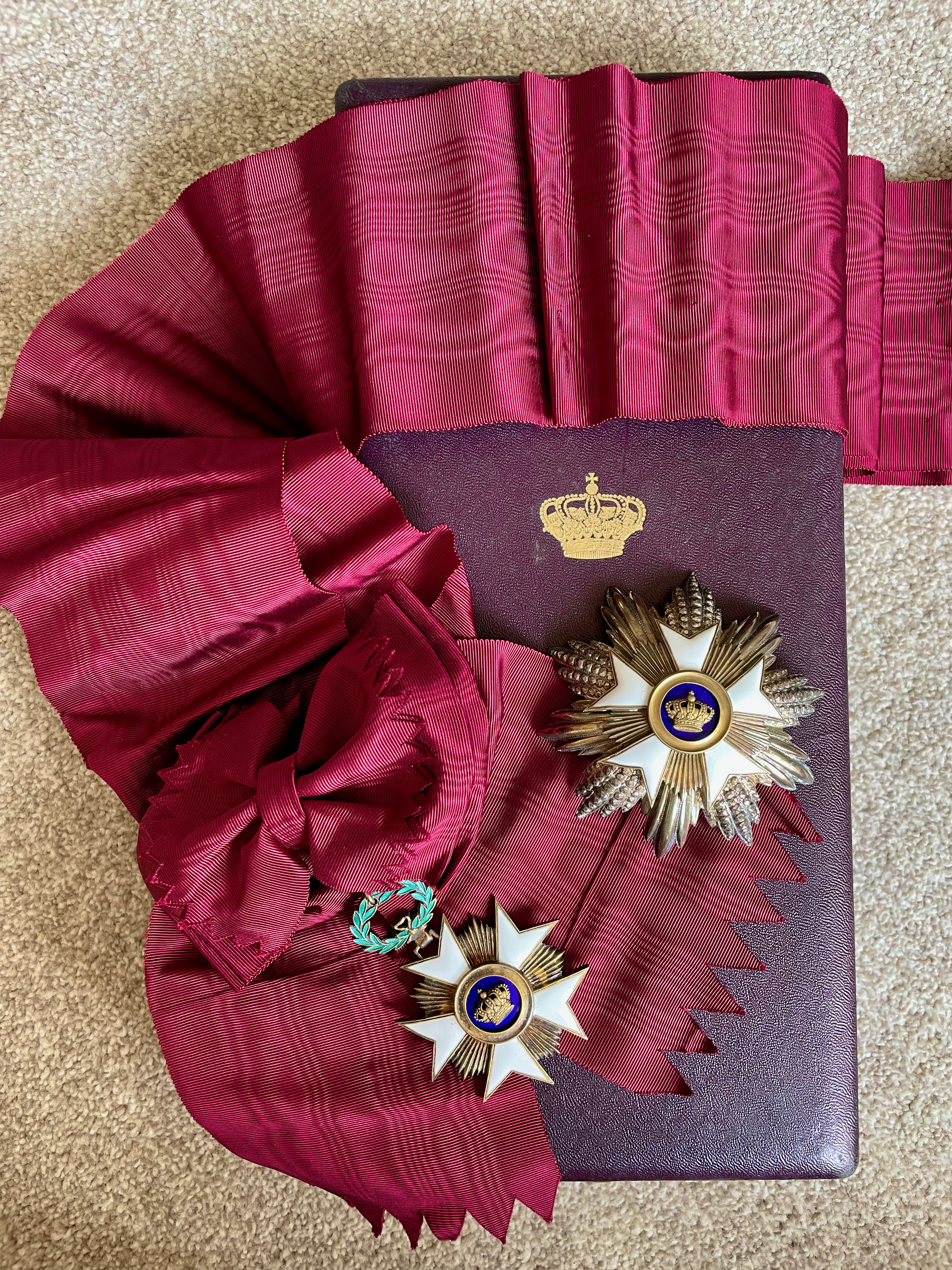
Grand Cross set of insignia.
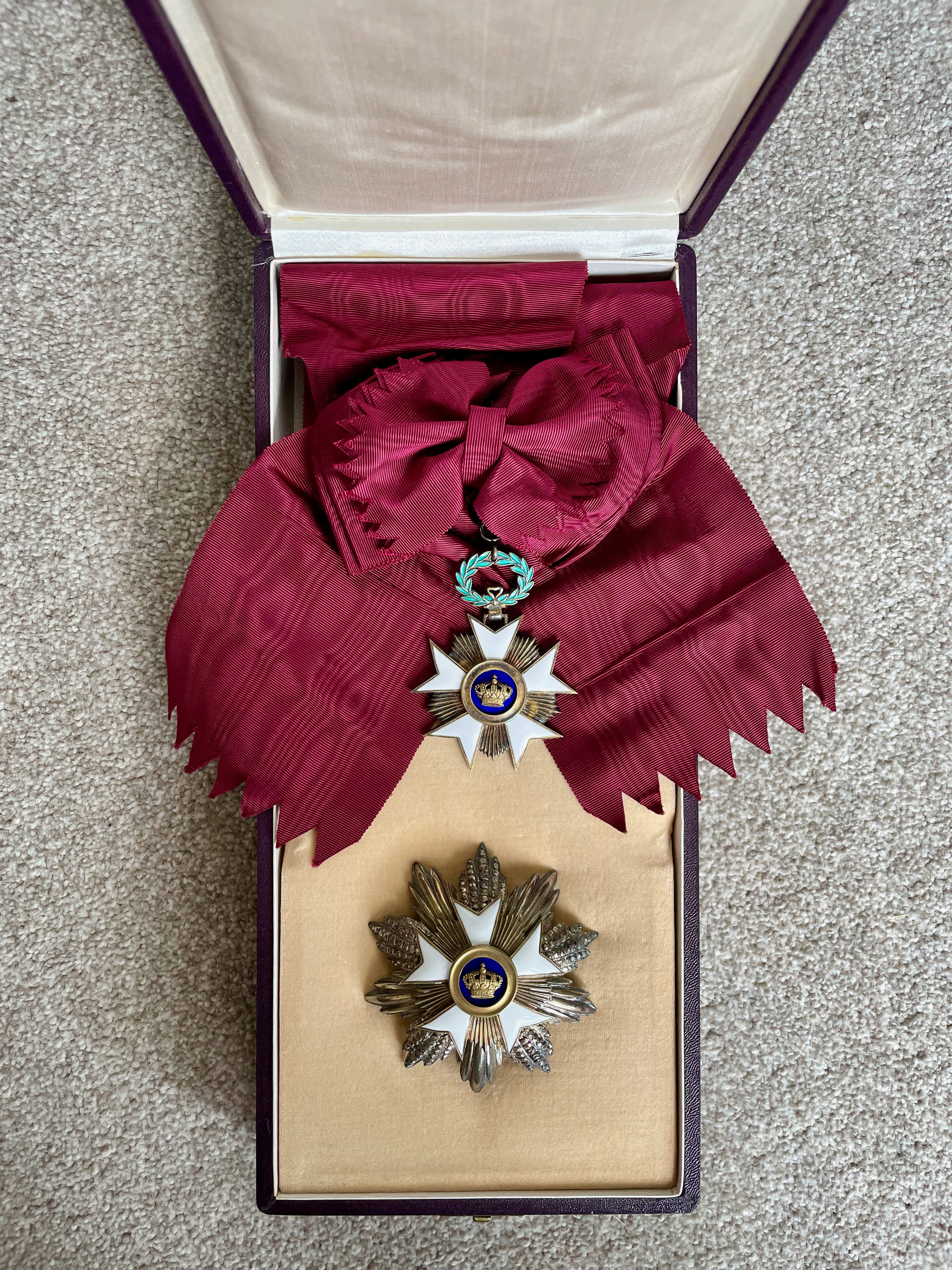
Grand Cross in case.
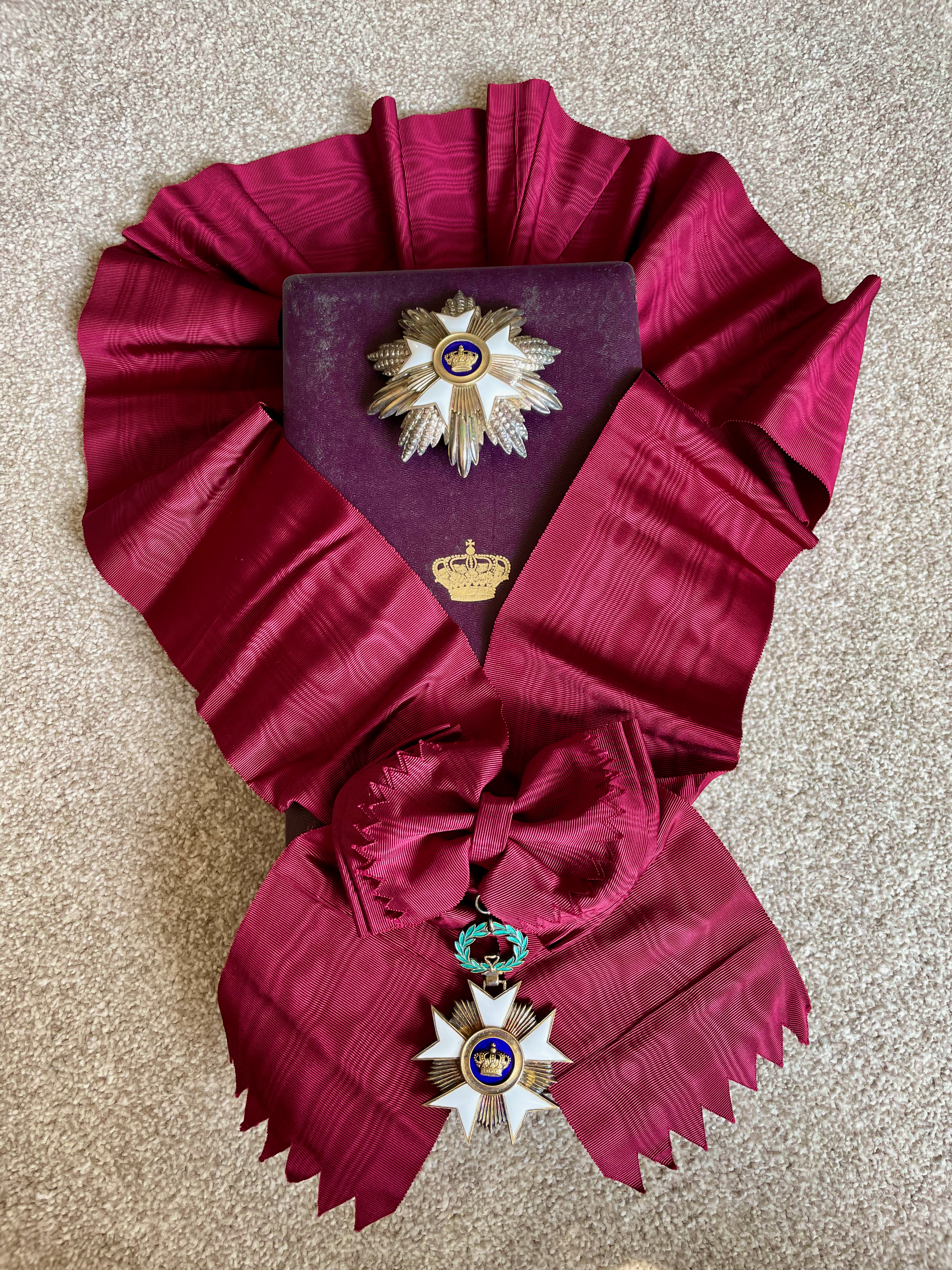
Grand Cross set.
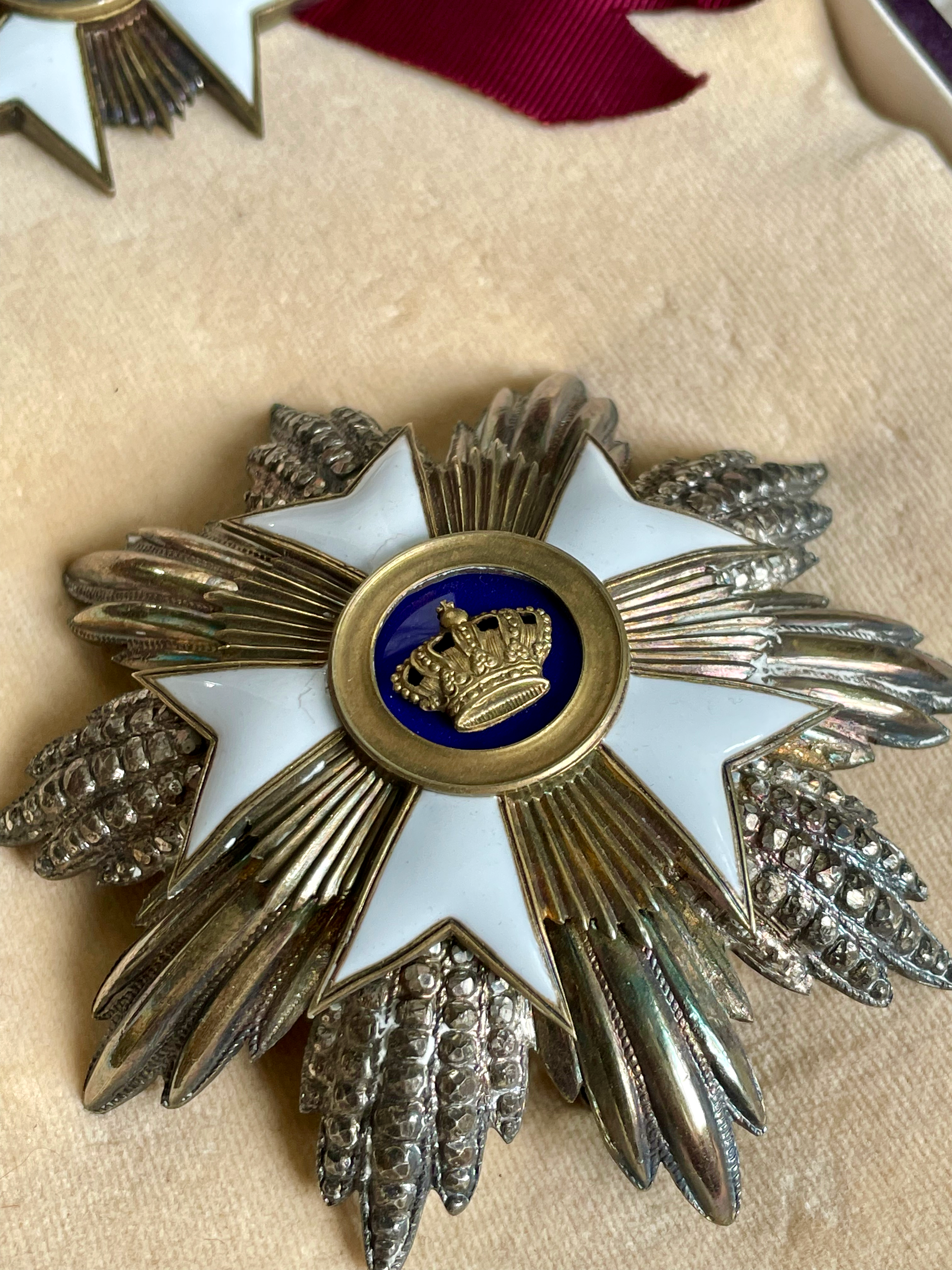
Grand Cross star.
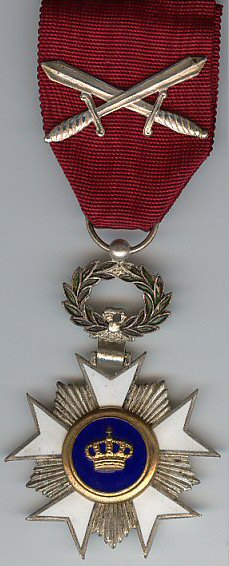
Knights Class with swords.
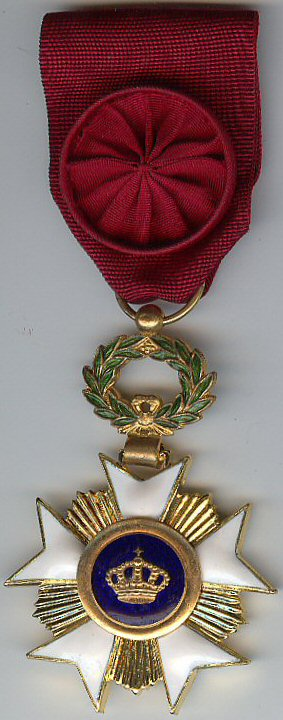
Officer Class.
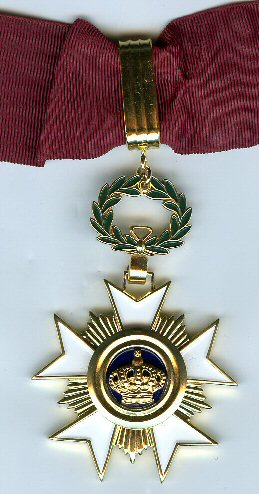
Commander Class.
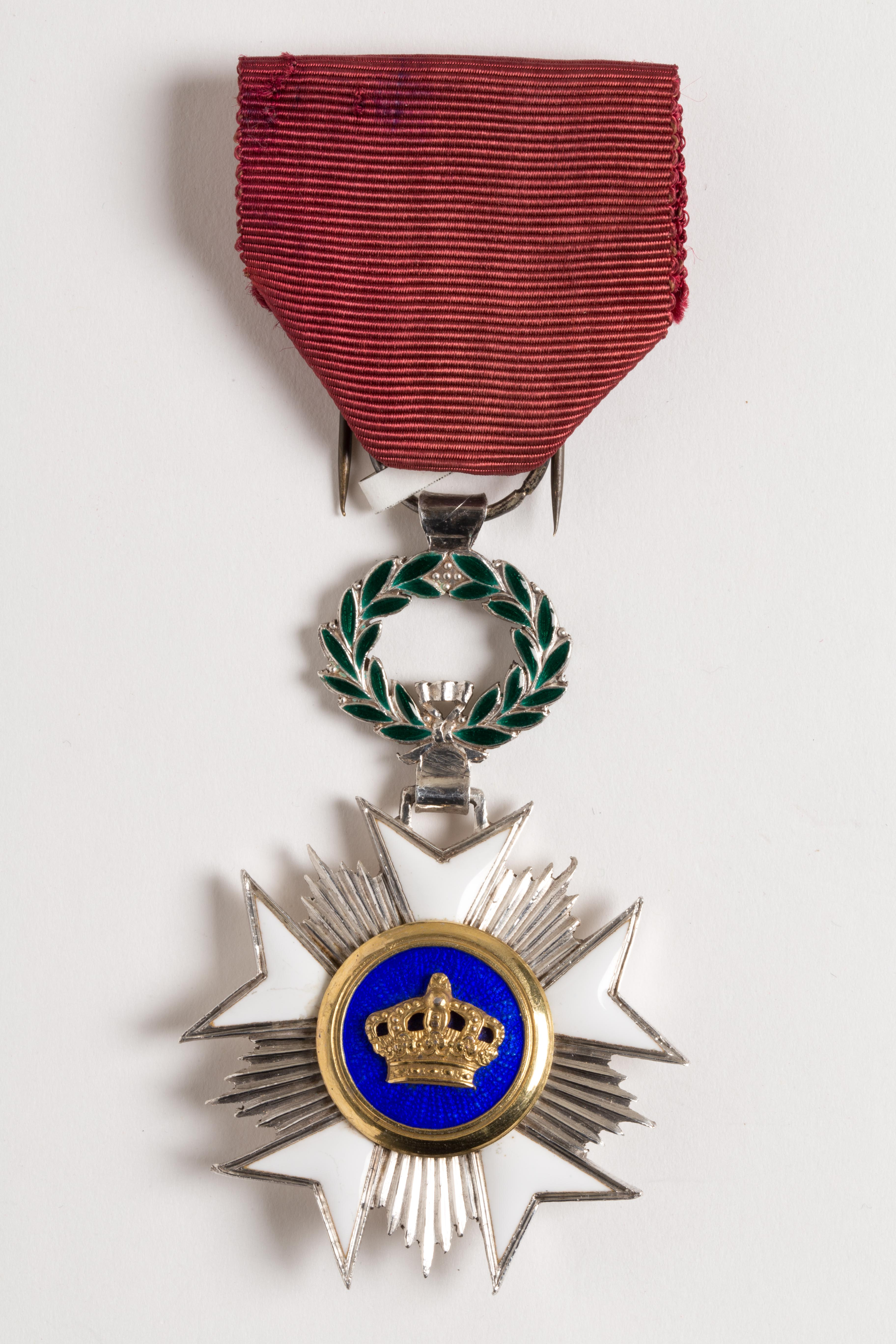
Knights Class (obverse)
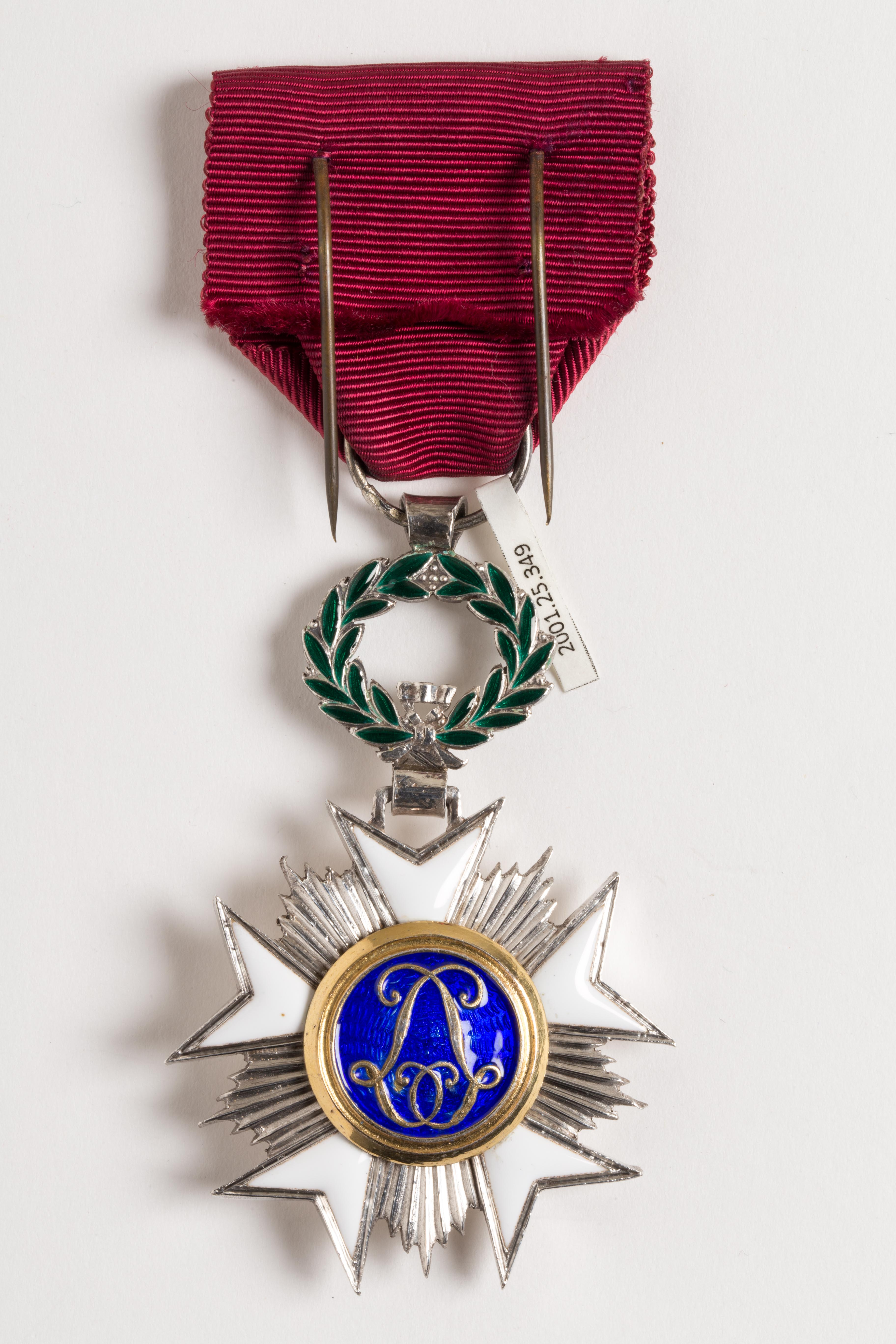
Knights Class (reverse)